# Williamsburg (Brooklyn)

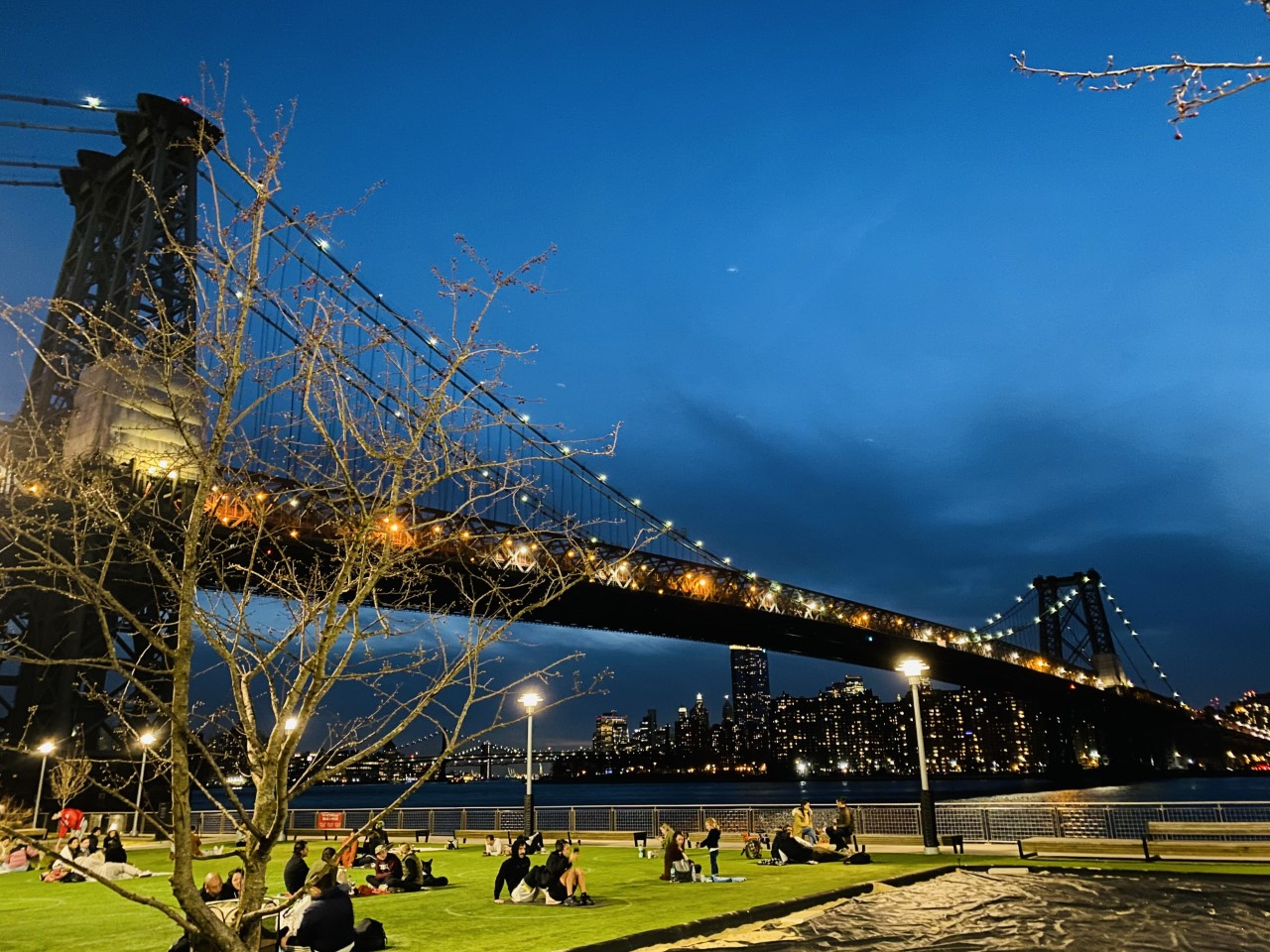
Williamsburg Bridge und Domino Park

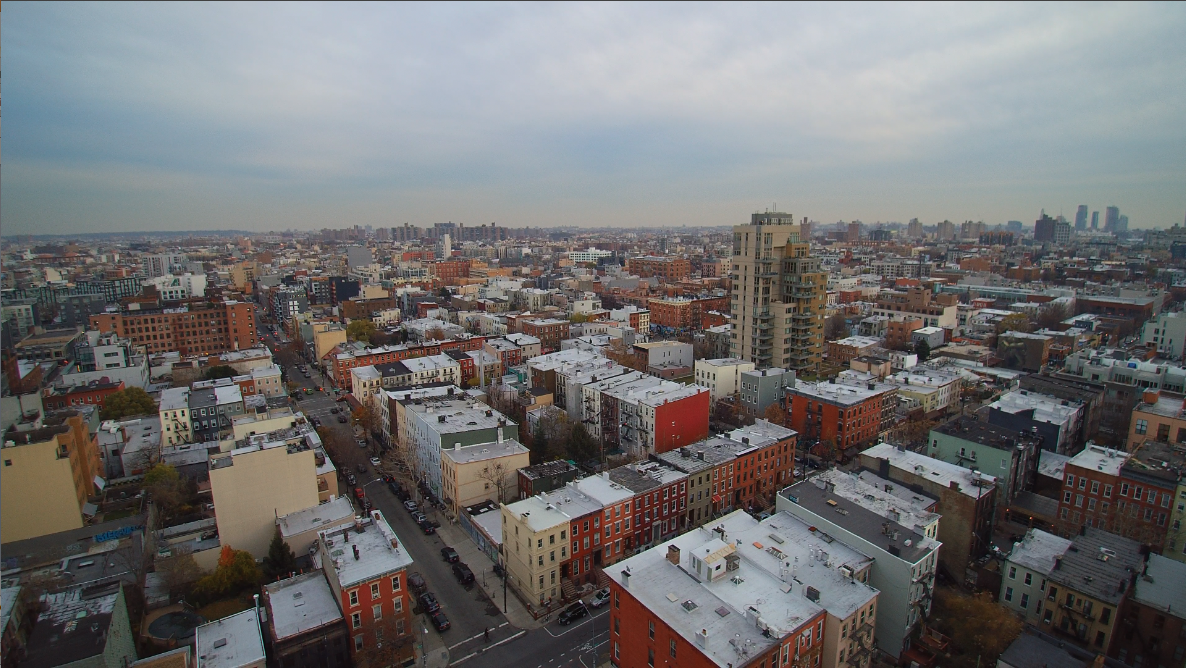
Skyline von Williamsburg

Williamsburg ist ein Stadtteil im Norden des Stadtbezirks Brooklyn in New York City. Williamsburg war bis zur 1855 erfolgten Eingliederung nach Brooklyn eine eigenständige Stadt. Mit der Eingemeindung wurde der Name von Williamsburgh in Williamsburg (ohne h) geändert.
2020 lebten hier laut US-Census 152.531 Einwohner. Der Stadtteil ist Teil des Brooklyn Community District 1, hat die Postleitzahlen 11211 und 11206 und gehört zum 90. und 94. Bezirk des New Yorker Polizeidepartements. Kommunalpolitisch wird es vom 33. Bezirk (westlicher und südlicher Teil) sowie vom 34. Bezirk (Mitte und östlicher Teil) des New York City Council (Stadtrat) vertreten.

## Lage
Williamsburg liegt am East River und nimmt eine Fläche von 5,6 km² ein. Angrenzende Stadtteile sind im Norden Greenpoint, im Osten East Williamsburg, im Südosten Bushwick, im Süden getrennt von der Flushing Avenue Bedford–Stuyvesant und Clinton Hill sowie im Südwesten Brooklyn Navy Yard. Westlich liegen gegenüber, getrennt von der Meerenge, die Stadtteile East Village und Lower East Side in Manhattan. Williamsburg unterteilt sich in Northside und Southside, die von der Metropolitan Avenue getrennt sind, sowie South Williamsburg südlich der Division Avenue und Broadway.

## Geschichte
Im Jahre 1661 wurde im Gebiet des heutigen Stadtteils eine niederländische Siedlung mit dem Namen Boswijck gegründet, die im Jahre 1664 von den seitdem herrschenden Engländern in Bushwick umbenannt wurde. Im Jahre 1792 benannte man ein benachbartes Anwesen zu Ehren des Offiziers und Ingenieurs Jonathan Williams in Williamsburgh um.
Im Jahre 1827 wurde Williamsburgh nach Town of Bushwick eingemeindet und 1835 wurde das Viertel in North, South und New Village unterteilt. Letzteres war überwiegend von Deutschen bewohnt und war als „Dutchtown“ bekannt. Entlang des East Rivers entstanden Werften und Fabriken. 1840 wurde Williamsburgh nun als Town wieder selbständig und zählte 1845 etwa 11.500 Einwohner. Der deutsche Chemiker Charles Pfizer gründete 1849 in Williamsburgh das Unternehmen Pfizer Pharmaceutical, das hier bis 2007 eine Industrieanlage unterhielt. Im Jahre 1855 folgte die Eingliederung nach City of Brooklyn, die im Jahre 1898 zum Stadtbezirk der Stadt New York wurde. Der Stadtteil nannte sich jetzt Williamsburg (ohne h) und es setzte ein starkes industrielles, kulturelles und wirtschaftliches Wachstum ein. Der Broadway in Brooklyn wurde zur Lebensader des Viertels, wo sich Hersteller von Gewürzen und Haushaltsprodukten niederließen. Fabriken für Domino-Zucker, Esquire-Schuhcreme, holländischen Senf und viele andere wurden Ende des 19. und Anfang des 20. Jahrhunderts gegründet.
1903 wurde die Williamsburg Bridge fertiggestellt, die einen starken Anstieg der Einwohnerzahl durch Einwanderer und Bewohner aus dem überbevölkerten Manhattan förderte und Williamsburg so zum am dichtesten besiedelten Stadtteil von New York City wurde. In den Jahren vor dem Zweiten Weltkrieg zogen erstmals chassidische Juden nach Williamsburg, um den schwierigen Lebensbedingungen in Manhattans Lower East Side zu entkommen. Ab den späten 1940er und frühen 1950er Jahren erhielt das Viertel einen großen Zuwachs von dem Holocaust entkommenen Juden aus Europa, von denen viele mit chassidischen Glauben aus ländlichen Gebieten Ungarns und Rumäniens stammten. Die meisten nicht-chassidische Juden verließen später wieder den Stadtteil. In den folgenden Jahren ließen sich hier Hispanics aus Puerto Rico und der Dominikanischen Republik nieder. Mit dem Niedergang der Schwerindustrie ab den 1960er Jahren erlebte Williamsburg einen deutlichen Anstieg von Arbeitslosigkeit, Kriminalität, Bandenaktivitäten und illegalem Drogenkonsum.
In den 1990er Jahren setzte eine Gentrifizierung zuerst in North Williamsburg (North Side) und nach der Jahrtausendwende in South Williamsburg durch Zuzug von Künstlern und Hipstern ein. Gleichzeitig wandelten jüdische Investoren alte Lagerhäuser und Fabriken in viele Wohnungen um und grenzten ein Gebiet nahe der Grenze zu Bedford-Stuyvesant für erschwinglichen Wohnraum für jüdische Familien ein. Am 11. Mai 2005 verabschiedete der New Yorker Stadtrat eine groß angelegte Umwidmung der Hafenviertel der North Side und Greenpoint Waterfront, um gemischt genutzte Wohngebäude, öffentliche Parkflächen am Wasser und eine durchgehende 3,2 km (zwei Meilen) lange Uferpromenade zu schaffen. Nach einer 14-jährigen Bauzeit wurde am 15. Oktober 2006 eine neue Synagoge an der Kent Avenue von Rabbi Aaron Teitelbaum eröffnet. 2019 kam es vor allem in der jüdisch-orthodoxen Gemeinde Williamsburgs zu einem Masernausbruch, dem größten in New York seit 1991. Bürgermeister Bill de Blasio rief bei den betroffenen Gebieten daraufhin den Gesundheitsnotstand aus und führte eine Impfpflicht ein.

## Einwohner

### Bevölkerungsstruktur

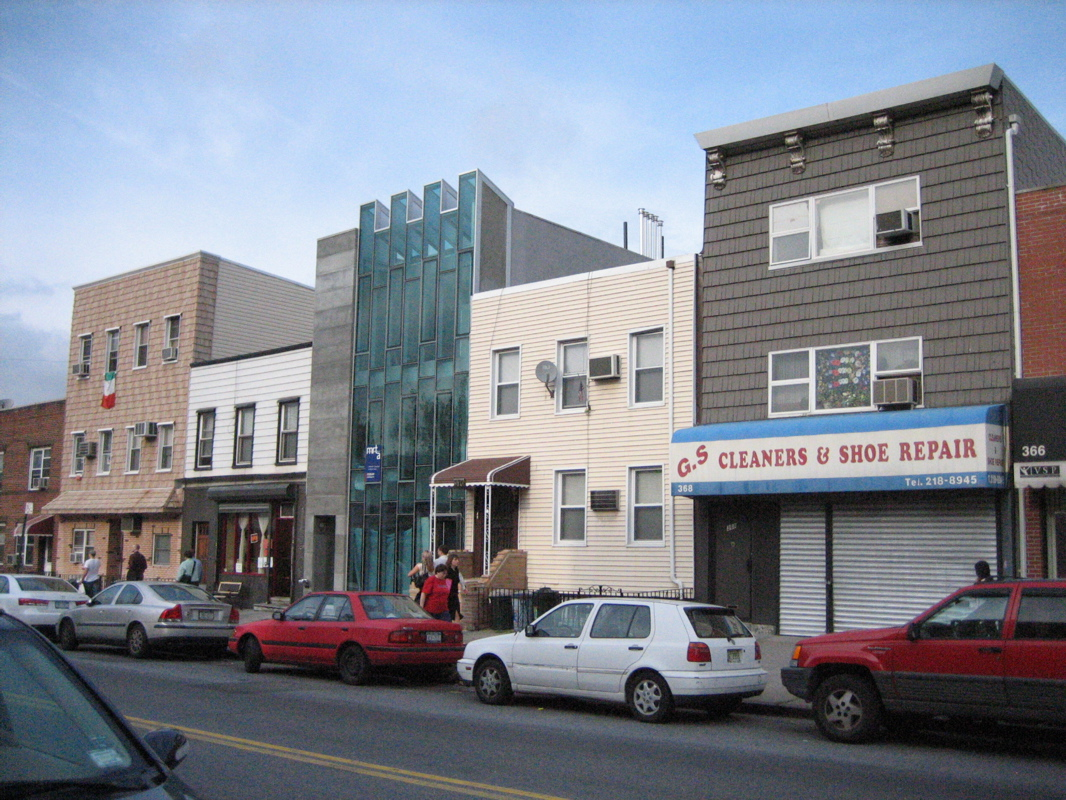
Gentrifizierte Straße in Williamsburg

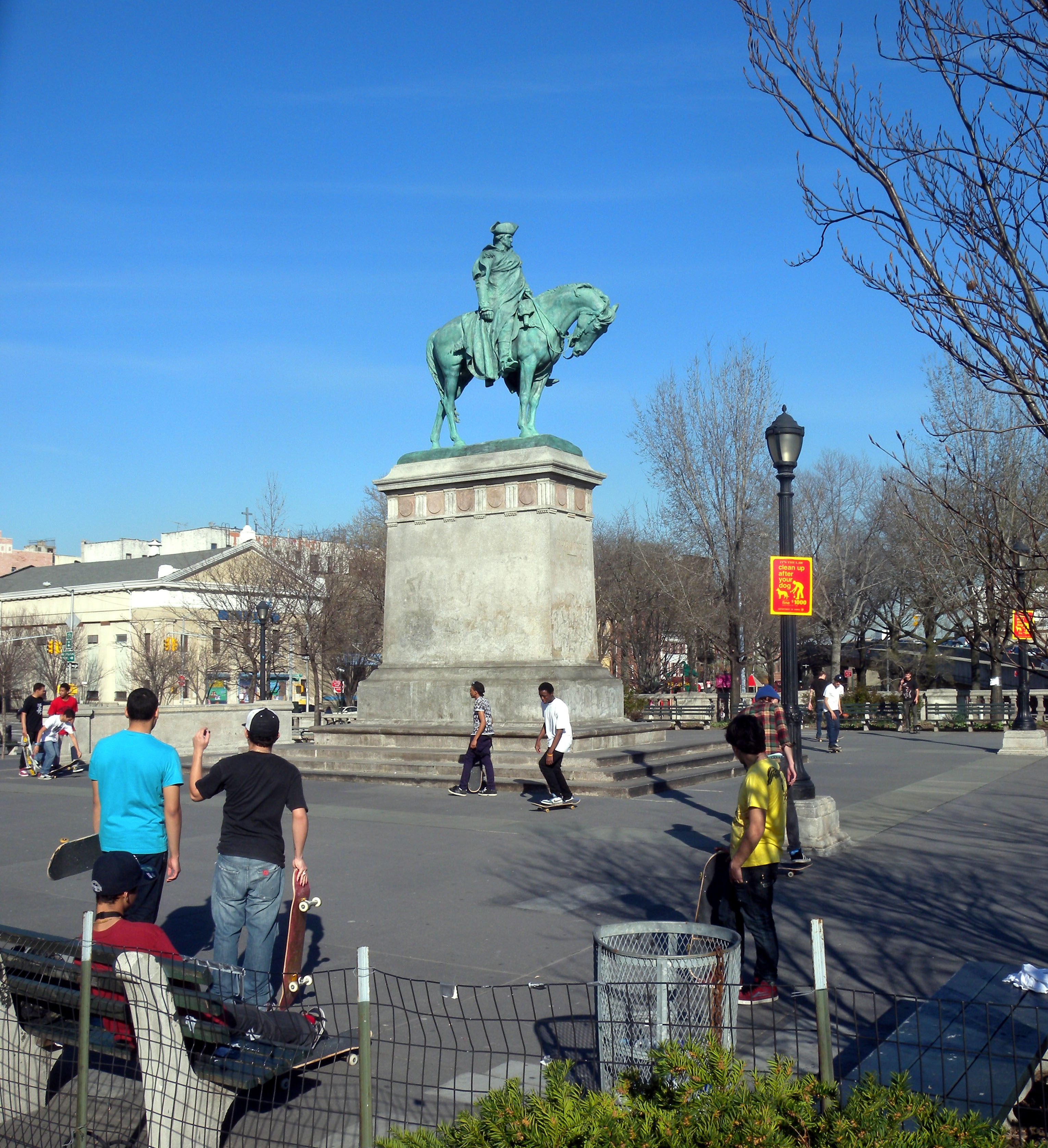
Continental Army Plaza mit der Statue von George Washington

Einige Teile Williamsburgs sind durch dort lebende, überwiegend ultra-orthodoxe, vor allem chassidische Juden geprägt, darunter die der Satmarer, deren Bevölkerungszahl bei etwa 57.000 liegt. In South Williamsburg zwischen Division Avenue und Heyward Street an der Grenze zu Brooklyn Navy Yard leben wie abgeschottet ausschließlich ultra-orthodoxe Satmarer in Vierteln mit entsprechender eigenen Infrastruktur in einer Art Parallelwelt.
Eine zweite große Gruppe in Williamsburg sind Menschen des „alternativen“ Schlags: Musiker, Intellektuelle, Künstler, die aufgrund steigender Mieten in Manhattan Williamsburg mit seinen niedrigeren Mieten als günstigere Ausweichmöglichkeit nutzten. Diese Wanderung fand vor allem seit den 1990er Jahren statt, als Williamsburg zum Trendviertel und Anziehungsviertel für Hipster avancierte. Im Jahr 2008 waren die Mieten infolge einer Gentrifizierung so sehr angestiegen, dass viele der sogenannten Bohemians sich gezwungen sahen, in günstigere, weiter von Manhattan entfernte Teile Brooklyns wie beispielsweise Bushwick, Bedford-Stuyvesant, Fort Greene, Clinton Hill und Red Hook oder nach Ridgewood in Queens zu ziehen.

### Demographie
Im Jahr 2020 hatte das United States Census Bureau die statistischen Zählbezirke (Areas und Tracts) neu konfiguriert. Somit sind die vor 2020 erzielten Daten meist nicht mehr mit den ab 2020 erhobenen Daten vergleichbar, des Weiteren sind die Zählbezirke Neighborhood Tabulations Area (NTA) und Census Tracts meist nicht deckungsgleich mit den genannten Stadtteilgrenzen. Da dies auch bei Williamsburg zutrifft (außer NTA BK0103 South Williamsburg), werden die Census Blocks als kleinste Einheit zur Berechnung verwendet.
Laut Volkszählung von 2020 hatte Williamsburg 152.531 Einwohner bei einer Einwohnerdichte von 27.238 Einwohnern pro km². Unterteilt lebten in Williamsburg Northside und Southside 104.828 und in South Williamsburg 47.703 Menschen. Im Stadtteil waren 91.231 (59,8 %) Weiße, 35.451 (23,2 %) Hispanics und Latinos, 10.338 (6,8 %) Asiaten, 8.179 (5,4 %) Afroamerikaner, 2.422 (1,6 %) aus anderen Ethnien und 4.910 (3,2 %) aus zwei oder mehr Ethnien registriert.

## Verkehr
Mit der Interstate 278 (Brooklyn-Queens Expressway) verläuft eine der New Yorker Stadtautobahnen von Südwest nach Nordost durch Williamsburg. Die gebührenfreie Williamsburg Bridge verbindet den Stadtteil mit Manhattan. Wichtige Hauptstraßen sind die Grand Street als Verlängerung der Brücke in West-Ost-Richtung, die Union Avenue in Süd-Nord-Richtung sowie der Williamsburger Broadway, der ebenfalls von der Brücke ausgehend am südlichen Rand des Stadtteils Richtung Südosten verläuft.
Der Stadtteil wird von insgesamt drei U-Bahn-Strecken durchquert. Die BMT Jamaica Line verläuft aufgeständert von der Williamsburg Bridge aus kommend über den Broadway Richtung Südosten nach East New York und wird von den Linien ,  und  befahren, die IND Crosstown Line mit der Linie  verläuft unter der Union Avenue in Nord-Süd-Richtung, und die BMT Canarsie Line mit der Linie  bedient die nördlichen und östlichen Ränder des Stadtteils. Die Kreuzungsbahnhöfe liegen Ecke Metropolitan Avenue–Union Avenue sowie Broadway–Union Avenue.
Williamsburg wird von 15 Buslinien erschlossen, zwei davon sind direkte Verbindungen nach Queens. Für zehn Linien ist das Bus-Terminal Williamsburg Bridge–Washington Plaza Start- und Endpunkt. Auf dem Wasserweg verkehrt die NYC Ferry mit der East River-Route zwischen Queens und Lower Manhattan und bedient dabei mit „North Williamsburg“ und „South Williamsburg“ zwei Fähranleger in Williamsburg.

## Kultur
Williamsburg als Schauplatz in der Literatur, im Film und Fernsehen.
- Der Roman The Chosen von Chaim Potok und die gleichnamige Verfilmung (Die Erwählten) spielen im jüdischen Milieu Williamsburgs in den 1940er Jahren.
- Der Spielfilm Es war einmal in Amerika (1984) spielt im jüdischen Milieu Williamsburgs.
- Die Most Holy Trinity Church in Williamsburg war Drehort des Spielfilms Sleepers (1996).[10]
- Das Foto Blick von Williamsburg, Brooklyn, auf Manhattan, 11. September 2001 von Thomas Höpker entstand hier.
- Die CBS-Sitcom 2 Broke Girls hat Williamsburg als Handlungsschauplatz.
- In der Netflix-Miniserie Unorthodox spielt ein Teil der Geschichte im chassidischen Milieu in Williamsburg.

## Söhne und Töchter Williamsburgs und bekannte Einwohner
- Karl Pfizer (1824–1906), deutsch-amerikanischer Chemiker
- Emma Cecilia Thursby (1845–1931), Konzertsopranistin und Hochschullehrerin
- John F. Carew (1873–1951), Jurist und Politiker
- Henry Miller (1891–1980), Autor
- Benjamin Bugsy Siegel (1906–1947), legendärer Gangster der Kosher Nostra
- Harry Pittsburgh Phil Strauss (1909–1941), Auftragsmörder der Murder, Inc., Mitglied der Kosher Nostra
- Will Eisner (1917–2005), Comiczeichner
- Mel Brooks (* 1926), Regisseur und Schauspieler
- Barbra Streisand (* 1942), Sängerin, Schauspielerin, Regisseurin
- Barry Manilow (* 1943), Sänger
- Peter Criss (* 1945), Mitglied der Band Kiss
- Alexa Chung (* 1983), Model und Moderatorin
- Deborah Feldman (* 1986), Autorin
- Abby Stein (* 1991), Transgender-Aktivistin und Bloggerin